# Akarboza
Akarbóza (INN) je učinkovina z antidiabetičnim delovanjem, ki se uporablja za zdravljenje sladkorne bolezni tipa 2, v nekaterih državah pa tudi pri moteni toleranci za glukozo (prediabetesu). Farmacevtsko podjetje Bayer ga v Evropi in na Kitajskem trži pod imenom Glucobay, v Severni Ameriki pod imenom Precose in v Kanadi kot Prandase. Njegovo klinično uporabo omejujeta delna učinkovitost in pojavljanje neželenih učinkov, zlasti napenjanja in driske.
Akarboza zavira encim glukozidazo alfa v črevesju in s tem preprečuje razgradnjo večjih ogljikovih hidratov (disaharidov, oligosaharidov in polisaharidov) na monosaharide, vključno z glukozo, ki se lahko nato vsrka skozi prebavila v krvni obtok.